# Michel Homar
Michel Homar, né le 30 janvier 1913 à Lille dans le Nord et mort le 15 septembre 1996 à Lormont en Gironde, est un joueur de football français qui évoluait au poste de défenseur, avant de devenir ensuite entraîneur.

## Biographie

### Carrière de joueur
Né à Lille mais originaire de Normandie, il est durant sa jeunesse considéré comme l'un des athlètes les plus prometteurs de la région, et finit même sélectionné en équipe de France d'Athlétisme, avant de finalement préférer le monde du football.
Il débute dans des clubs de sa région (FC Rouen, US Quevilly et FC Dieppe) avant de rejoindre les Girondins de Bordeaux en 1940.
À Bordeaux, il reste trois saisons et remporte une Coupe de France en 1941, premier trophée du club (il est titulaire lors de la finale). Lors d'un déplacement en 1943, le train qui ramène les Girondins déraille à Thiviers en Dordogne, à la suite d’un coup de main des maquisards. Homar est victime d’une hémorragie à un bras. En dépit de ces conditions difficiles, le championnat de guerre se poursuit.
La même année, il est sélectionné pour rejoindre l'Équipe fédérale Bordeaux-Guyenne, avant de poursuivre sa carrière au FC Grenoble.

### Carrière d'entraîneur
En 1957, il reprend les rênes du SC Bastidienne, succédant à Jean-Pierre Bakrim.

## Palmarès
Girondins de Bordeaux
- Coupe de France (1) :
  - Vainqueur : 1940-41.
  - Finaliste : 1942-43.